# 新北投站
新北投站位於台灣臺北市北投區，為臺北捷運淡水信義線（新北投支線）的捷運車站。過去為臺灣總督府交通局鐵道部（戰後改制為臺灣鐵路管理局）新北投線的端點站，台鐵站體與列車現展示於捷運站旁的公園。

## 車站概要
高架二層車站位於大業路旁，與中和街、泉源路、中山路、光明路的交叉路口西側；車站編號為R22A。
站名取自地名及日治時代原站名「新北投」（相對於北投站一帶之「舊北投」地區）。
車站造型混和中式建築的三項元素，包含台基、圓柱、屋頂等，並於軌道尾端設置一面牌樓。

## 車站構造
高架二層車站，一個島式月台，二個出入口，並設有半高式月台門。地下一樓為商店街，需從七星街進入。

### 車站樓層
| 地上 二樓 | 一月台             | 新北投支線 往終點站方向（R22 北投站）→                                    |
| 地上 二樓 | 島式月台，左側開門 |                                                                           |
| 地上 二樓 | 二月台             | 新北投支線 往終點站方向（R22 北投站）→（備用月台）                        |
| 地面      | 大廳 穿堂層        | 出入口、車站大廳、詢問處、自動售票機、驗票閘門 洗手間（站體北側付費區內） |
| 地下 一樓 | 商店街             | 新北投文創天地商場                                                        |

### 車站出口
| 出入口  | 圖片 | 位置           |
| ------- | ---- | -------------- |
| 出入口1 |      | 大業路、泉源路 |
| 出入口2 |      | 七星街         |

## 歷史

### 台鐵新北投車站

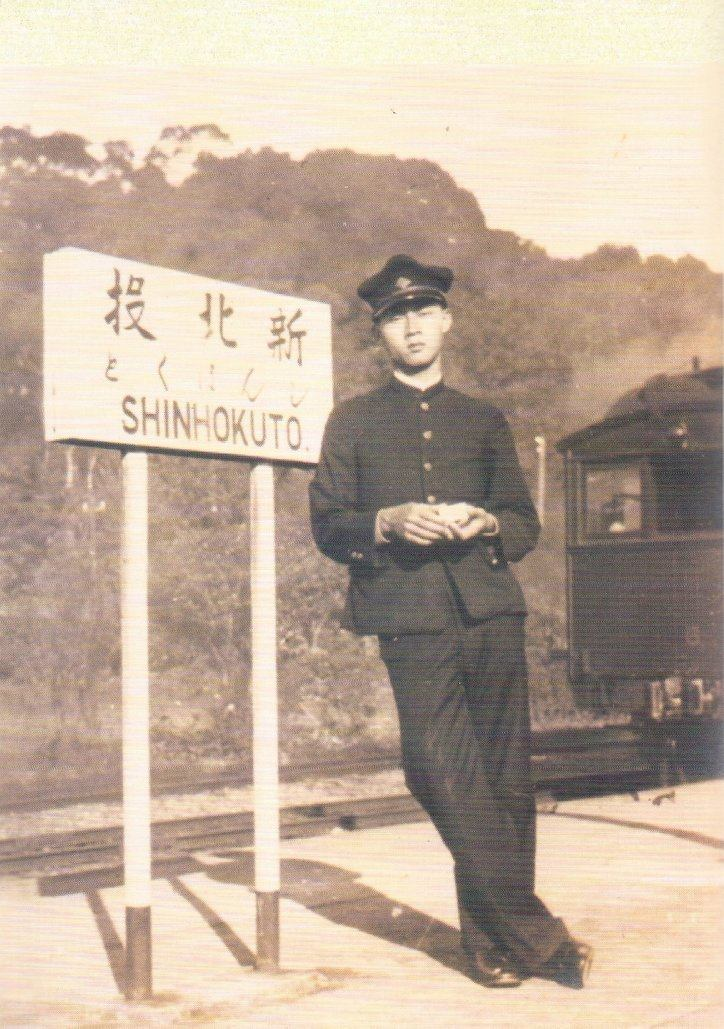
1934年新北投車站月台。

#### 興建與擴建
- 1916年4月1日：隨著新北投線鐵路正式通車而啟用，當時稱為「新北投停車場」[3][4]，以台灣紅檜木為主要建材，屋頂闢有四座對稱的雕花氣窗與三孔老虎窗形式。
- 1937年：擴建增為四個老虎窗圓孔，建築形式沿用至今，為台灣經典建築。改建過後的第二代站房落成，車站與軌道呈「T」字型垂直佈設，十分特別。
- 過去以單節汽油客車往返於本站與北投車站間，戰後改以單節柴油客車行駛。

#### 廢止與拆除
- 1988年7月15日：隨著台鐵新北投線正式結束營運而廢止[5]（p. 326）。
- 經建築師李重耀的牽線，台北市政府以象徵性的一元價格，將新北投車站賣給彰化的台灣民俗村。

#### 車站歸鄉運動
- 1996年：國立中央大學土木系教授陳慧慈因北投人在地情感，以一篇文章「尋回失散親人，重迎新北投車站」倡議新北投車站返鄉，大家才慢慢認知，文化資產的珍貴性，逐漸凝聚新北投車站返鄉的共識。
- 地方居民期望「新北投車站回娘家」的聲音未曾停歇。[6]台北市議員吳思瑤多次質詢要求台北市政府協助新北投車站返鄉於原址重建，檢討過去為了建設開發而輕忽古蹟保存之政策，重新重視文化資產、找回過往北投人記憶拼圖，然而車站重組也成為政治角力的禁臠[7] [8] [9]。經多方爭取車站建築產權所有人將車站捐贈臺北市政府，維修後2016年重新開放[10]。

- 2012年：台灣民俗村遭法拍，新的產權所有人拒絕割愛，彰化縣政府將車站列為暫定古蹟，老車站的返鄉機會卻越來越渺茫，甚至不排除原地仿建。[11]吳思瑤、八頭里仁協會與北投地方人士一同啟動「新北投車站回娘家」計畫，申請成立台北市首創的古蹟公益信託基金，發起「一人一塊錢買回車站」募款活動，除了募集車站歸鄉基金，還能讓民間與政府共同永續經營車站，並且在新北投捷運站外架設信託基金看板，設定目標金額為19,160,401元，也就是車站當年完工的日期，希望於車站百歲（2016年）前迎回車站。[12]
- 2013年4月1日：北部文史團體結合彰化在地文史團體，跨縣市發起「搶救台灣民俗村暫定古蹟活動」，同時也在網路上發起連署活動，獲得19個團體、242人連署[13]。
- 2013年4月18日：台灣民俗村產權人日榮資產管理公司無償捐贈新北投車站給台北市政府，同時肯定任何歷史價值建築必須與原本存在的土地具有關連性。[14]
- 2014年2月22日：臺北市及彰化縣文化局「喜迎車站」隊伍，將象徵車站的六個構件包括老虎窗、簷架雕刻等，從彰化送回臺北，以大紅花轎裝置著象徵車站的主要構件，包括老虎窗、鬼瓦、簷架雕刻、榫頭及新北投車站大字歸來。[15]。在地團體與台北市議員吳思瑤合作作曲車站歸鄉，並製作車站歸鄉紀錄影片。[16]
- 吳思瑤向台北市長郝龍斌建議，車站重建與選址應加入公民意見，故市府召開2次「公民擴大會議」，慎重對待地方意見[17]。2014年1月23日，第一次公民會議達成三項共識，包括「新北投車站重組樣貌以新北投地區時期的正反四個老虎窗」、「材料則以舊料為主的新舊併陳為原則」、「有關後續經營則是以公私合營的模式，並以親民的活化再利用方式為主」。同年4月第二次公民會議，文化局將會勘後的民眾意見彙整後，擇定六個方案，雖未獲共識，但已有二大重組方向之雛形。同年10年21日，台北市文化局召開第61次文化資產會議，確認新北投車站的重組位置將坐落在原車站基地上的北投七星公園[18]。
- 2015年10月：因文資團體對位址抱持不同看法，面臨A方案(車站原始位址)與D方案(七星公園內)兩案僵持，選址問題陷入僵局。[19]
- 2016年2月2日：台北市政府都市發展局及文化局舉辦公聽會，再次說明A方案、微調A方案及D方案相關細節，並宣布將進行站體位置模擬。[20]
- 2016年5月2日：台北市政府由副市長陳景峻舉辦公聽會，經過車站位置模擬後，交通局發現微調A案確實會影響行車時間及順暢度，也出現紐澤西護欄遭大客車撞凹的現象；會後表決支持D案者壓倒性多數，主席將多數贊成「微調D案」與「D案」的意見送市府都發、文化局裁量。[21]
- 2018年5月30日：全新材料所建的新北投車站被台北市政府登錄為歷史建築[22]。

#### 相片集

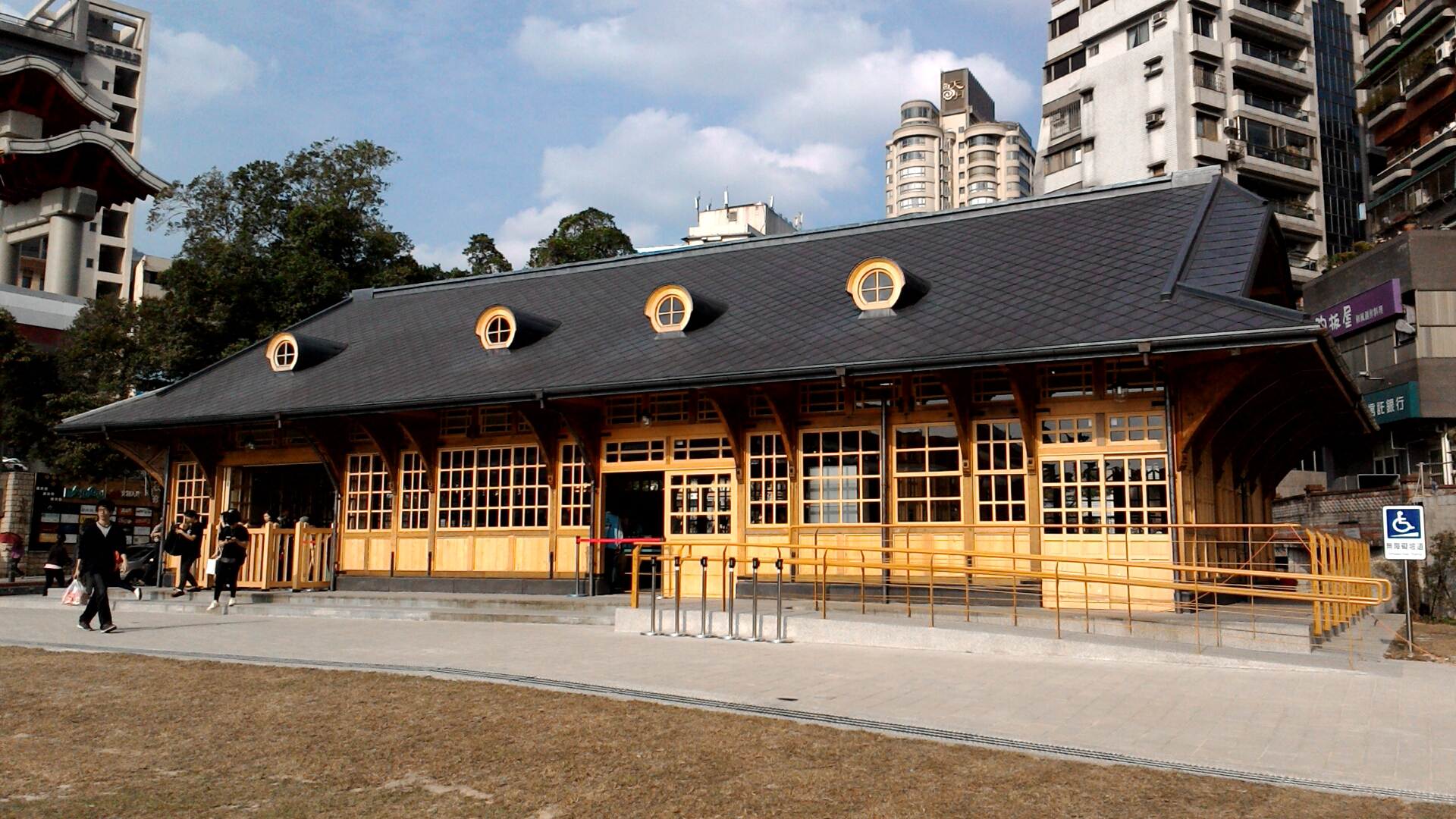
站房背面。
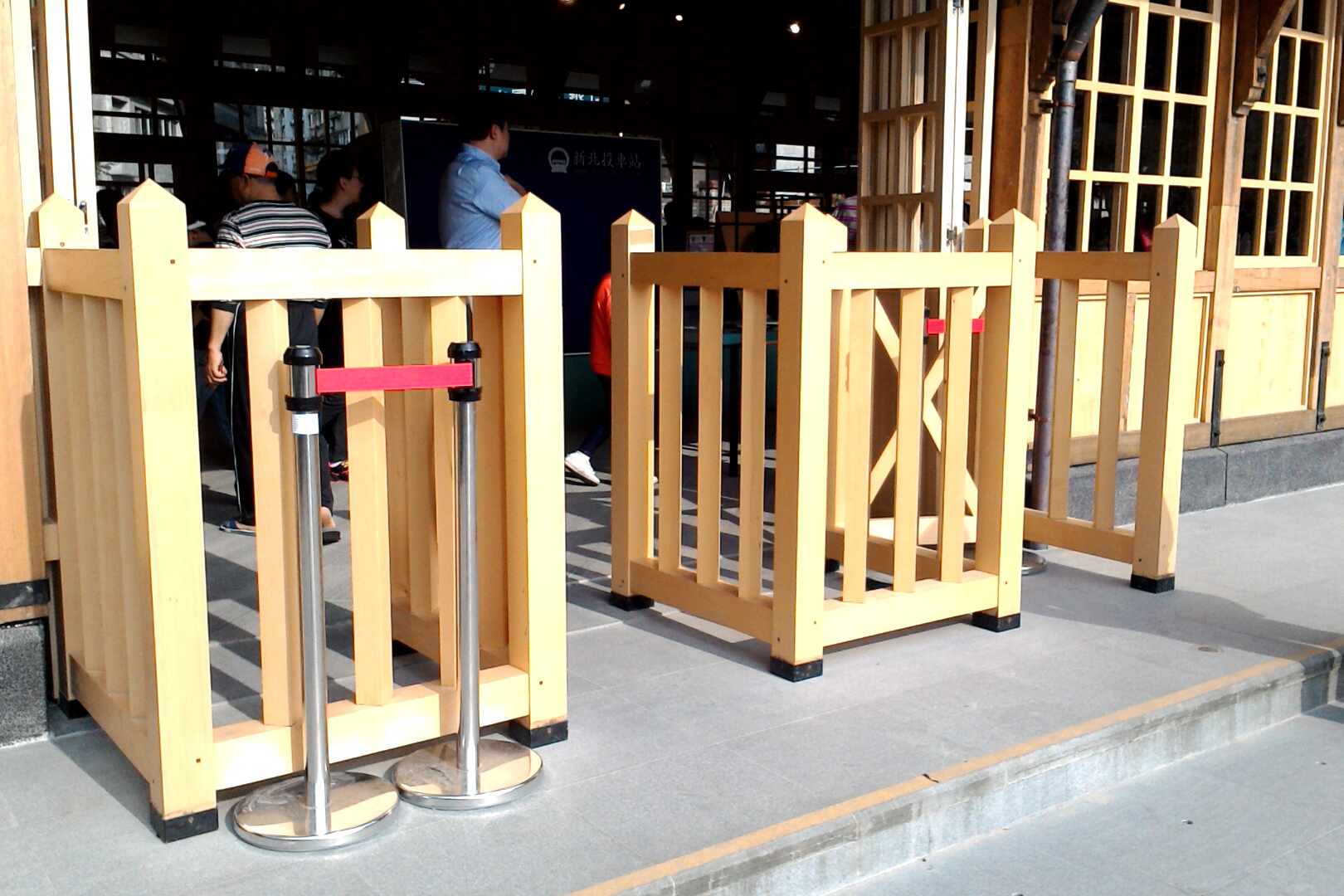
剪票口。
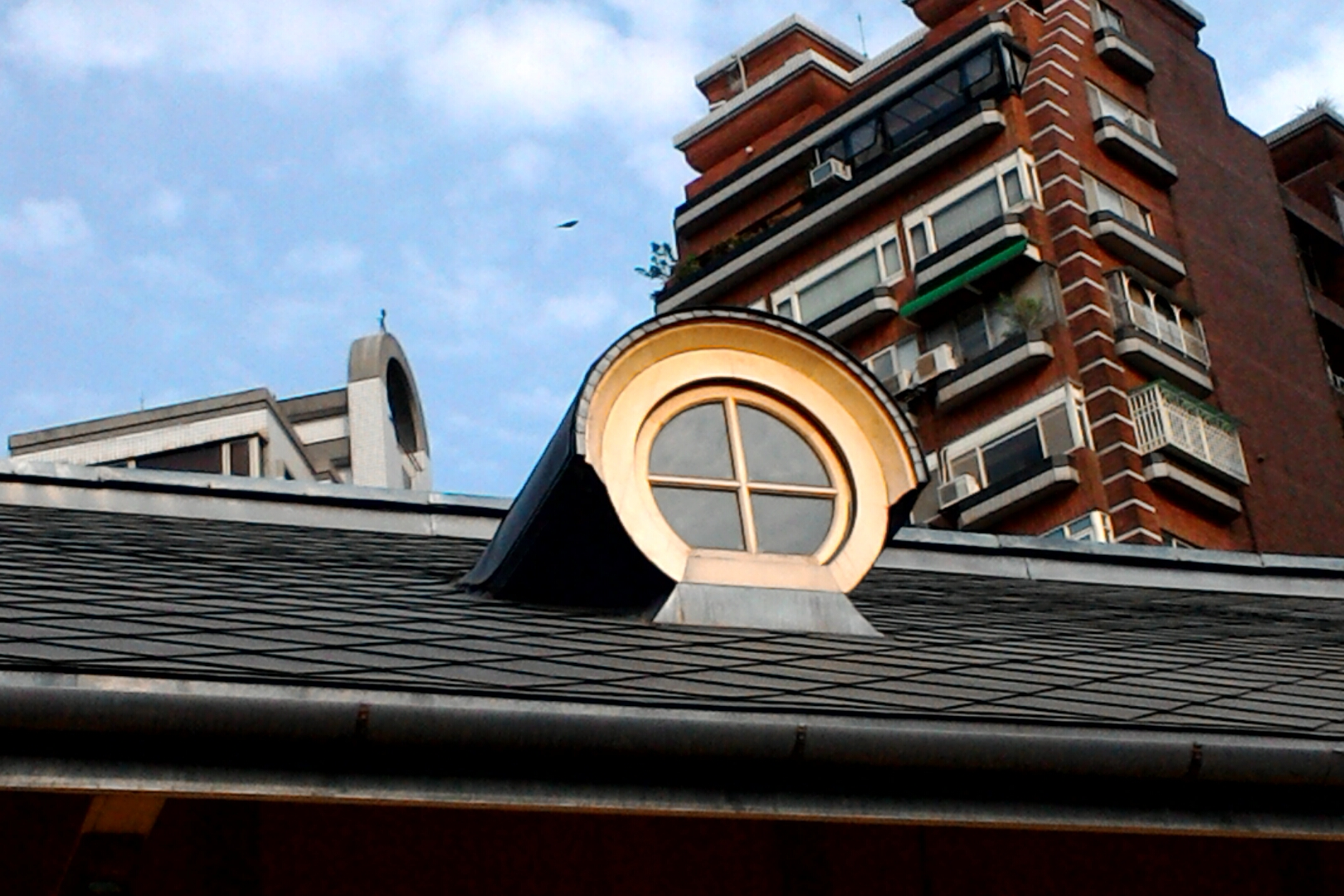
屋頂上的老虎窗。
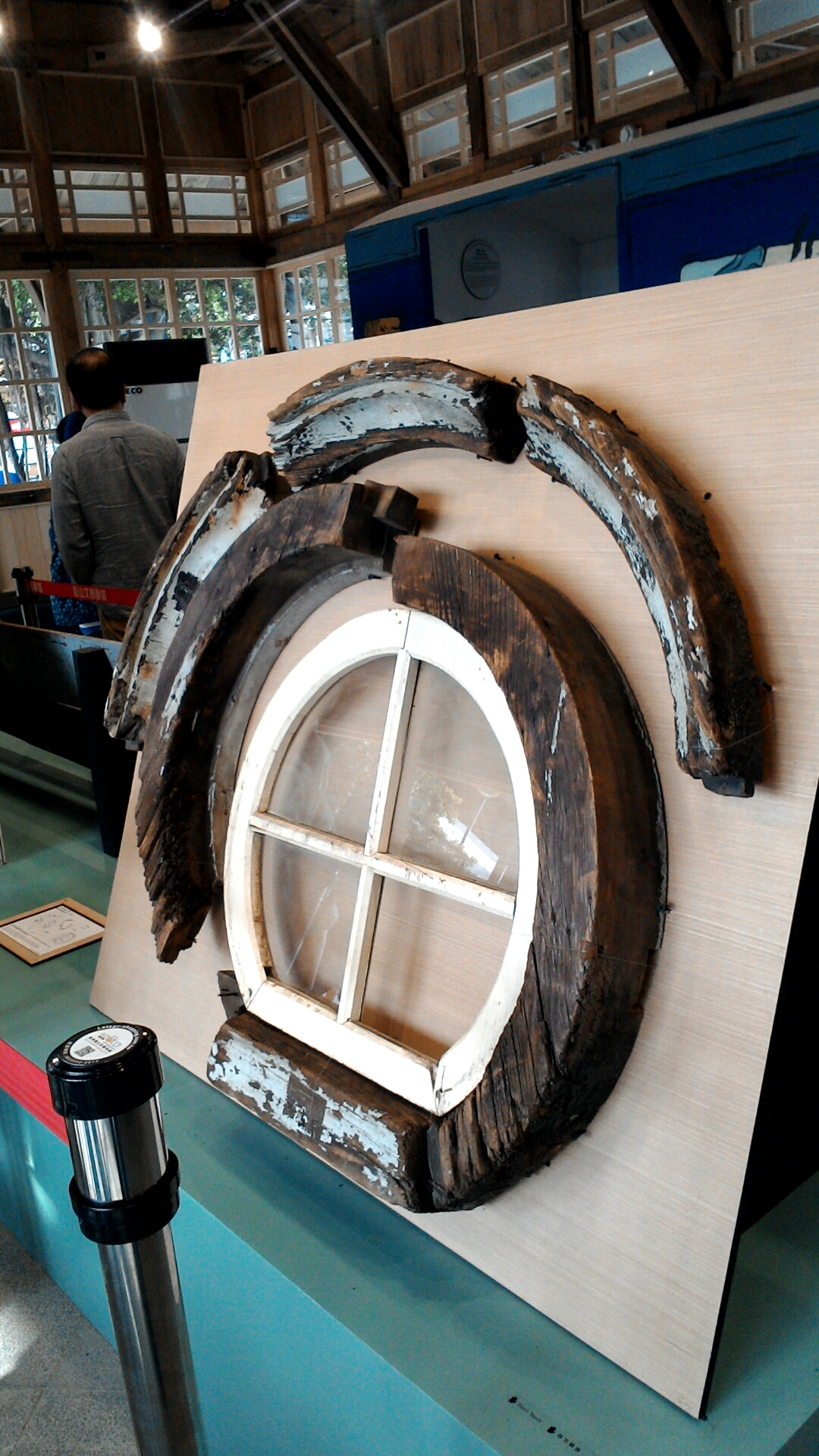
站房內展示的舊老虎窗。

### 捷運新北投站
- 1997年3月28日：隨著捷運淡水線「淡水－中山」與新北投支線「北投－新北投」正式通車而啟用[5]（p. 327）。
- 2003年：配合台北市政府改採漢語拼音為主要譯名標準的新政策，站名的官方英譯由原本威妥瑪拼音的Hsin Peitou Station改為Xinbeitou Station。[23]
- 2018年9月1日：半高式月台門正式啟用。
- 2019年6月20日：測試與淡水信義線主線直通，將原主線區間車自北投延伸至新北投，開行「新北投－大安」與尖峰時間「新北投－象山」等一日測試區間車。
- 2020年10月5日：本站增設2號出口正式啟用。

## 利用狀況
根據2024年12月資料，本站每日旅運量約為13,934，在台北捷運各站中排行第97名。
台北捷運
| 年   | 年間      | 年間      | 年間      | 年間   | 單日平均 | 單日平均 |
| 年   | 上車      | 下車      | 上下車計  | 來源   | 上車     | 上下車   |
| ---- | --------- | --------- | --------- | ------ | -------- | -------- |
| 1997 | 550,403   | 506,227   | 1,056,630 | [ 24 ] | 1,973    | 3,787    |
| 1998 | 1,118,164 | 1,000,904 | 2,119,068 | [ 24 ] | 3,063    | 5,806    |
| 1999 | 1,639,740 | 1,558,692 | 3,198,432 | [ 24 ] | 4,492    | 8,763    |
| 2000 | 1,633,564 | 1,426,856 | 3,060,420 | [ 24 ] | 4,463    | 8,362    |
| 2001 | 1,493,365 | 1,196,984 | 2,690,349 | [ 24 ] | 不計算   | 不計算   |
| 2002 | 1,473,611 | 1,148,411 | 2,622,022 | [ 24 ] | 4,037    | 7,184    |
| 2003 | 1,350,362 | 1,042,326 | 2,392,688 | [ 24 ] | 3,700    | 6,555    |
| 2004 | 1,269,498 | 1,060,867 | 2,330,365 | [ 24 ] | 3,469    | 6,367    |
| 2005 | 1,243,155 | 1,070,267 | 2,313,422 | [ 24 ] | 3,406    | 6,338    |
| 2006 | 1,210,852 | 1,053,850 | 2,264,702 | [ 24 ] | 3,317    | 6,205    |
| 2007 | 1,347,425 | 1,207,870 | 2,555,295 | [ 24 ] | 3,692    | 7,001    |
| 2008 | 1,746,843 | 1,642,119 | 3,388,962 | [ 24 ] | 4,773    | 9,259    |
| 2009 | 1,819,616 | 1,703,798 | 3,523,414 | [ 24 ] | 4,985    | 9,653    |
| 2010 | 1,945,417 | 1,830,171 | 3,775,588 | [ 24 ] | 5,330    | 10,344   |
| 2011 | 2,147,757 | 2,047,247 | 4,195,004 | [ 24 ] | 5,884    | 11,493   |
| 2012 | 2,317,498 | 2,235,153 | 4,552,651 | [ 24 ] | 6,332    | 12,439   |
| 2013 | 2,403,525 | 2,307,296 | 4,710,821 | [ 24 ] | 6,585    | 12,906   |
| 2014 | 2,513,565 | 2,395,267 | 4,908,832 | [ 24 ] | 6,886    | 13,449   |
| 2015 | 2,593,562 | 2,469,669 | 5,063,231 | [ 24 ] | 7,106    | 13,872   |
| 2016 | 2,830,397 | 2,681,895 | 5,512,292 | [ 24 ] | 7,733    | 15,061   |
| 2017 | 2,463,575 | 2,330,197 | 4,793,772 | [ 24 ] | 6,750    | 13,134   |
| 2018 | 2,358,223 | 2,236,861 | 4,595,084 | [ 24 ] | 6,461    | 12,589   |
| 2019 | 2,425,455 | 2,302,274 | 4,727,729 | [ 24 ] | 6,645    | 12,953   |

總督府交通局及台鐵
| 年       | 年間    | 年間    | 年間      | 年間       | 單日平均 | 單日平均 |
| 年       | 上車    | 下車    | 上下車計  | 來源       | 上車     | 上下車   |
| -------- | ------- | ------- | --------- | ---------- | -------- | -------- |
| 1916年度 | 76,669  | 56,802  | 133,471   | [ 25 ]     | 210      | 366      |
| 1917年度 | 74,270  | 58,117  | 132,387   | [ 26 ]     | 203      | 363      |
| 1918年度 | 99,026  | 74,687  | 173,713   | [ 27 ]     | 271      | 476      |
| 1919年度 | 115,718 | 96,344  | 212,062   | [ 28 ]     | 316      | 579      |
| 1920年度 | 113,656 | 115,865 | 229,521   | [ 29 ]     | 311      | 629      |
| 1921年度 | 101,492 | 110,906 | 212,398   | [ 30 ]     | 278      | 582      |
| 1922年度 | 104,295 | 108,698 | 212,993   | [ 31 ]     | 286      | 584      |
| 1923年度 | 110,263 | 106,308 | 216,571   | [ 32 ]     | 302      | 593      |
| 1924年度 | 115,989 | 109,301 | 225,290   | [ 33 ]     | 318      | 617      |
| 1925年度 | 119,978 | 110,751 | 230,729   | [ 34 ]     | 329      | 632      |
| 1926年度 | 113,678 | 103,930 | 217,608   | [ 35 ]     | 311      | 596      |
| 1927年度 | 121,924 | 109,505 | 231,429   | [ 36 ]     | 334      | 634      |
| 1928年度 | 127,236 | 114,512 | 241,748   | [ 37 ]     | 349      | 662      |
| 1929年度 | 144,905 | 126,974 | 271,879   | [ 38 ]     | 397      | 745      |
| 1930年度 | 144,452 | 132,600 | 277,052   | [ 39 ]     | 396      | 759      |
| 1931年度 | 126,047 | 118,783 | 244,830   | [ 40 ]     | 344      | 669      |
| 1932年度 | 137,333 | 130,579 | 267,912   | [ 41 ]     | 376      | 734      |
| 1933年度 | 132,385 | 124,986 | 257,371   | [ 42 ]     | 363      | 705      |
| 1934年度 | 139,052 | 134,683 | 273,735   | [ 43 ]     | 381      | 750      |
| 1935年度 | 177,821 | 166,943 | 344,764   | [ 44 ]     | 486      | 942      |
| 1936年度 | 168,504 | 160,774 | 329,278   | [ 45 ]     | 462      | 902      |
| 1937年度 | 218,220 | 198,761 | 416,981   | [ 46 ]     | 598      | 1,142    |
| 1938年度 | 287,099 | 257,848 | 544,947   | [ 47 ]     | 787      | 1,493    |
| 沒資料   |         |         |           |            |          |          |
| 1946     | 74,635  | 100,609 | 175,244   | [ 48 ]     | 204      | 480      |
| 沒資料   |         |         |           |            |          |          |
| 1968     | 沒資料  | 沒資料  | 2,597,432 | （p. 257） | 沒資料   | 7,116    |
| 1969     | 沒資料  | 沒資料  | 1,823,556 | （p. 257） | 沒資料   | 4,982    |
| 1970     | 沒資料  | 沒資料  | 1,567,974 | （p. 257） | 沒資料   | 4,296    |
| 1971     | 沒資料  | 沒資料  | 1,307,895 | （p. 257） | 沒資料   | 3,583    |
| 1972     | 沒資料  | 沒資料  | 817,631   | （p. 257） | 沒資料   | 2,234    |
| 1973     | 沒資料  | 沒資料  | 1,038,302 | （p. 257） | 沒資料   | 2,845    |
| 1974     | 沒資料  | 沒資料  | 1,072,373 | （p. 257） | 沒資料   | 2,938    |
| 1975     | 沒資料  | 沒資料  | 1,051,590 | （p. 257） | 沒資料   | 2,881    |
| 1976     | 沒資料  | 沒資料  | 1,023,841 | （p. 257） | 沒資料   | 2,797    |
| 1977     | 沒資料  | 沒資料  | 1,114,910 | （p. 257） | 沒資料   | 3,055    |
| 1978     | 沒資料  | 沒資料  | 1,054,338 | （p. 257） | 沒資料   | 2,889    |
| 1979     | 沒資料  | 沒資料  | 1,388,984 | （p. 257） | 沒資料   | 3,805    |
| 1980     | 沒資料  | 沒資料  | 1,221,885 | （p. 257） | 沒資料   | 3,338    |
| 1981     | 沒資料  | 沒資料  | 883,767   | （p. 257） | 沒資料   | 2,421    |
| 沒資料   |         |         |           |            |          |          |

## 圖片集

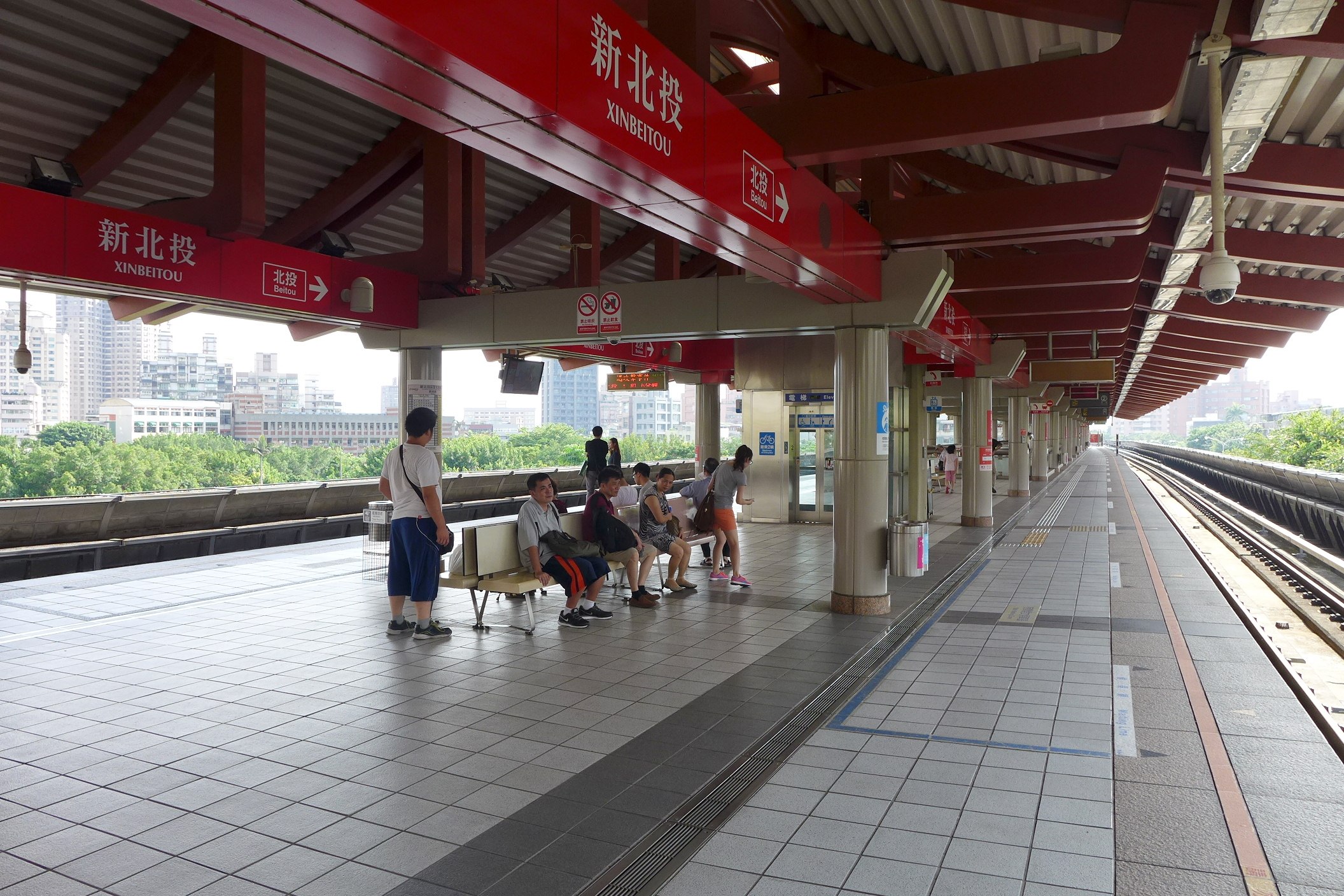
捷運月台(未裝月台門時期)
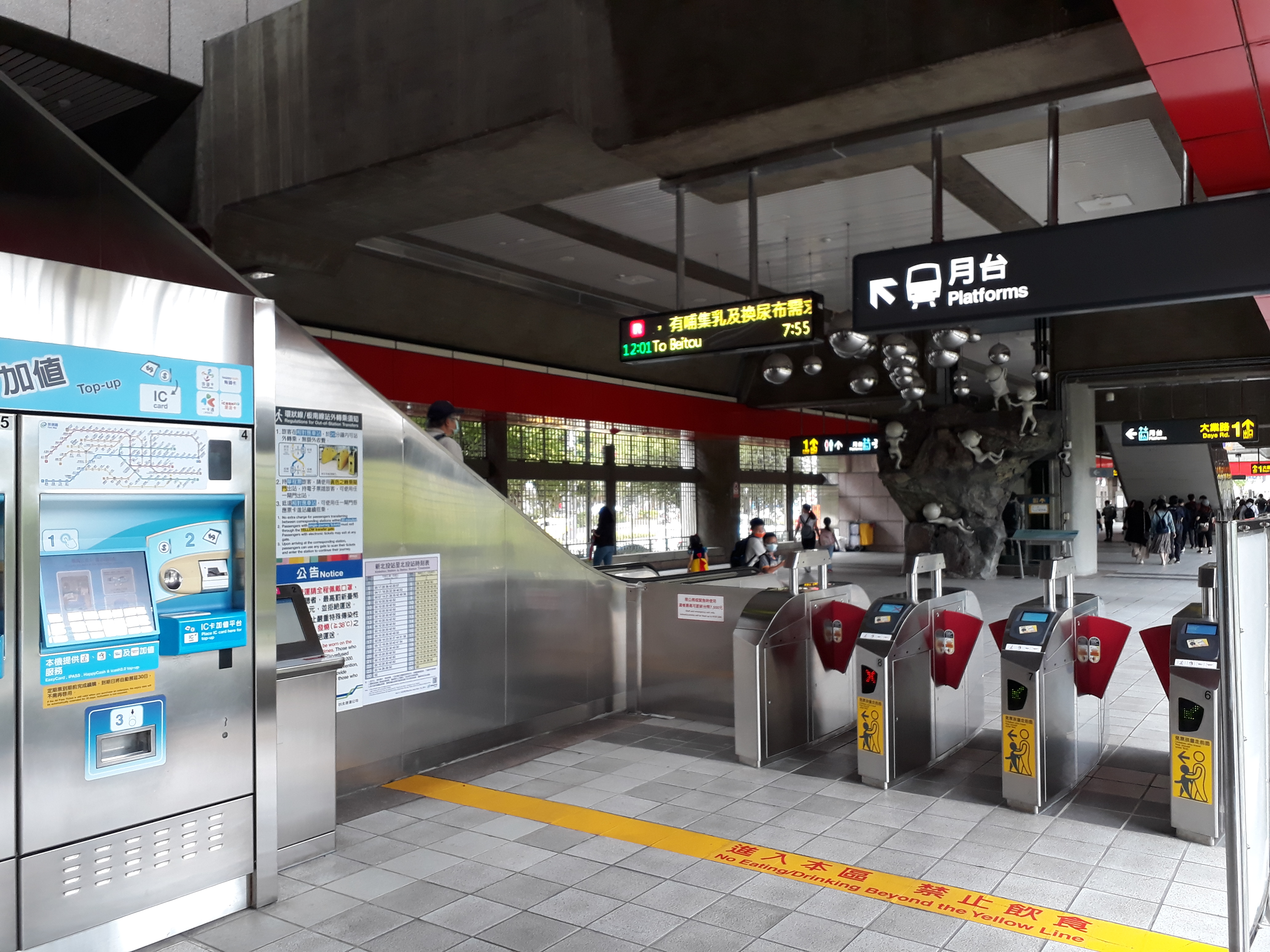
捷運票閘大廳

## 車站周邊
- 北投公園
  - 北投溫泉博物館：位於北投公園內。
  - 臺北市立圖書館北投分館：位於北投公園內。
  - 北投梅庭：位於北投公園內，過去曾是于右任北投避暑寓所。
- 凱達格蘭文化館
- 臺北市立復興高級中學
- 臺北市私立薇閣高級中學
- 臺北市私立薇閣國民小學
- 逸仙國小
- 臺北市立新民國民中學
- 北投溫泉親水公園
- 地熱谷
- 北投公民會館
- 臺北市政府警察局北投分局光明派出所
- 北投文物館
- 日勝生加賀屋
- 七星公園地下停車場
- 大業立體停車場
- 三軍總醫院北投分院
- 臺北市公共自行車租賃系統
  - 捷運新北投站
  - 捷運新北投站(2號出口)

## 公車資訊
站牌名為《新北投》、《北投公園》
| 編號               | 經營業者           | 區間                         | 備註                                                            |
| ------------------ | ------------------ | ---------------------------- | --------------------------------------------------------------- |
| 129                | 大南汽車           | 捷運北投站－陽明山第二停車場 | 例假日行駛。                                                    |
| 216                | 大南汽車           | 新北投－榮總                 |                                                                 |
| 218                | 大南汽車           | 新北投－萬華                 | 行經文林北路。                                                  |
| 218區間            | 大南汽車           | 新北投－捷運奇岩站           |                                                                 |
| 218直              | 大南汽車           | 新北投－萬華                 | 直行承德路。 僅上班日上、下午尖峰時段固定班次發車，例假日停駛。 |
| 223                | 大南汽車           | 關渡－青年公園               |                                                                 |
| 230                | 大南汽車           | 捷運北投站－陽明山           |                                                                 |
| 承德幹線           | 大南汽車           | 新北投－捷運市政府站         | 原266路線                                                       |
| 602                | 中興巴士、大南汽車 | 北投－天母                   |                                                                 |
| 小6                | 大南汽車           | 北投－清天宮                 |                                                                 |
| 小7                | 大南汽車           | 北投－嶺頭                   |                                                                 |
| 小9                | 大南汽車           | 北投－竹子湖                 | 台灣好行竹子湖線。                                              |
| 小9區間車          | 大南汽車           | 北投－陽明山                 |                                                                 |
| 小22               | 大南汽車           | 捷運北投站－泉源路           |                                                                 |
| 小25               | 大南汽車           | 捷運北投站－六窟             |                                                                 |
| 小26               | 大南汽車           | 北投－頂湖                   |                                                                 |
| 市民小巴2          | 大南汽車           | 捷運北投站－溫泉路           | 僅停靠 北投公園站牌                                             |
| 內科通勤專車16     | 大南汽車           | 捷運石牌站－內湖科技園區     |                                                                 |
| 南軟通勤專車北投線 | 大南汽車           | 新北投－南港軟體園區         |                                                                 |
| 通勤27             | 大南汽車           | 新北投－市政府               |                                                                 |

### 來源資料
1. 1 2  . 臺北大眾捷運股份有限公司. 2021-01-15.
2. ↑  陳椿亮. . 台北大眾捷運股份有限公司. 2002.
3. 1 2  鐵道省. . 國立國會圖書館. 1937年12月: 頁522  [2021-03-14]. （原始内容存档于2020-01-30）.（日語）
4. ↑  . 台灣總督府報/國史館. 1916-03-28  [2019-08-31]. （原始内容存档于2020-08-05）.
5. 1 2 3  徐榮崇. . 臺北市文獻委員會. 2015年12月: 頁121–132  [2019-12-28]. ISBN 9789860469875. （原始内容存档于2020-12-07）.
6. ↑  當初，一元賤賣 如今，只能扼腕 （页面存档备份，存于）.自由時報.2012-08-30
7. ↑  吳思瑤教育部門質詢-新北投車站歸鄉及北投纜車興建 （页面存档备份，存于）.0128shit.2012-10-26
8. ↑  吳思瑤質詢北投公園周遭文史工作、新北投車站歸鄉、北投水道 （页面存档备份，存于）.0128shit.2013-05-09
9. ↑  吳思瑤教郝市長唱「新北投車站爺爺要回家」兒歌！ （页面存档备份，存于）.吳思瑤.2014-09-04
10. ↑  . 臺北市政府文化局. 2013-04-18  [2013年4月18日].[永久]
11. ↑  新北投車站難歸鄉 北投人不排除原地重建 （页面存档备份，存于）.自由時報.2012-08-30
12. ↑  漂泊25年　新北投車站回家了 （页面存档备份，存于）.好房網News.2014-02-23
13. ↑  搶救新北投火車站　跨跨縣市串連三點訴求.臺灣時報.2013-04-01 （页面存档备份，存于）
14. ↑  無償捐贈 新北投車站回家有望 （页面存档备份，存于）.大紀元.2013-04-18
15. ↑  新北投車站回家了！大紅花轎相迎 （页面存档备份，存于）.中時.2014-02-22
16. ↑  《新北投車站歸鄉》過程全紀錄 （页面存档备份，存于）.吳思瑤.2014-10-21
17. ↑  新北投車站重建 改年底動土.2014-10-17[]
18. ↑  新北投車站 落腳七星公園 （页面存档备份，存于）.台灣新生報.2014-10-21
19. ↑  新北投車站 歸鄉原址喬不攏 （页面存档备份，存于）.中國時報.2015-10-13
20. ↑  新北投車站回哪 下月擇一試辦 （页面存档备份，存于）.中國時報.2016-02-03
21. ↑  .   [2016-05-07]. （原始内容存档于2016-05-04）.
22. ↑  新北投車站 （页面存档备份，存于）2018-08-02,文化部文化資產局國家文化資產網
23. ↑  . 蘋果日報. 2003-11-24  [2020-12-27]. （原始内容存档于2021-01-12） （中文（臺灣））.
24. ↑  . 臺北市交通統計資料庫查詢系統. 2019-04-10  [2019-05-05]. （原始内容存档于2019-07-13）.
25. ↑  台灣總督府交通局鐵道部. . . 1917-11-25: 頁28–31  [2020-10-03]. （原始内容存档于2022-10-23） （日语）. 國立國會圖書館
26. ↑  台灣總督府交通局鐵道部. . . 1918-11-30: 頁26–29  [2020-10-03]. （原始内容存档于2022-10-23） （日语）. 國立國會圖書館
27. ↑  台灣總督府交通局鐵道部. . . 1919-12-25: 頁26–29  [2020-10-03]. （原始内容存档于2020-06-17） （日语）. 國立國會圖書館
28. ↑  台灣總督府交通局鐵道部. . . 1920-12-30: 頁28–31  [2020-10-03]. （原始内容存档于2021-11-27） （日语）. 國立國會圖書館
29. ↑  台灣總督府交通局鐵道部. . . 1921-12-30: 頁28–33  [2020-10-03]. （原始内容存档于2021-11-21） （日语）. 國立國會圖書館
30. ↑  台灣總督府交通局鐵道部. . . 1922-12-25: 頁28–33  [2020-10-03]. （原始内容存档于2021-11-23） （日语）. 國立國會圖書館
31. ↑  台灣總督府交通局鐵道部. . . 1923-12-17: 頁28–31  [2020-10-03]. （原始内容存档于2021-02-10） （日语）. 國立國會圖書館
32. ↑  台灣總督府交通局鐵道部. . . 1924-12-18: 頁38–41  [2020-10-03]. （原始内容存档于2015-12-09） （日语）. 國立國會圖書館
33. ↑  台灣總督府交通局鐵道部. . . 1925-12-18: 頁32–35  [2020-10-03]. （原始内容存档于2021-02-06） （日语）. 國立國會圖書館
34. ↑  台灣總督府交通局鐵道部. . . 1926-12-15: 頁32–37  [2020-10-03]. （原始内容存档于2021-11-24） （日语）. 國立國會圖書館
35. ↑  台灣總督府交通局鐵道部. . . 1927-12-16: 頁32–37  [2020-10-03]. （原始内容存档于2021-11-23） （日语）. 國立國會圖書館
36. ↑  台灣總督府交通局鐵道部. . . 1928-12-16: 頁32–37  [2020-10-03]. （原始内容存档于2021-10-19） （日语）. 國立國會圖書館
37. ↑  台灣總督府交通局鐵道部. . . 1929-12-25: 頁32–37  [2020-10-03]. （原始内容存档于2021-10-19） （日语）. 國立國會圖書館
38. ↑  台灣總督府交通局鐵道部. . . 1930-12-23: 頁32–39  [2020-10-03]. （原始内容存档于2018-03-01） （日语）. 國立國會圖書館
39. ↑  台灣總督府交通局鐵道部. . . 1931-12-23: 頁32–39  [2020-10-03]. （原始内容存档于2021-11-12） （日语）. 國立國會圖書館
40. ↑  台灣總督府交通局鐵道部. . . 1932-12-23: 頁32–39  [2020-10-03]. （原始内容存档于2021-11-13） （日语）. 國立國會圖書館
41. ↑  台灣總督府交通局鐵道部. . . 1933-12-23: 頁32–39  [2020-10-03]. （原始内容存档于2018-02-28） （日语）. 國立國會圖書館
42. ↑  台灣總督府交通局鐵道部. . . 1934-12-23: 頁32–39  [2020-10-03]. （原始内容存档于2021-11-24） （日语）. 國立國會圖書館
43. ↑  台灣總督府交通局鐵道部. . . 1935-12-20: 頁32–39  [2020-10-03]. （原始内容存档于2021-11-23） （日语）. 國立國會圖書館
44. ↑  台灣總督府交通局鐵道部. . . 1936-12-25: 頁32–39  [2020-10-03]. （原始内容存档于2021-02-06） （日语）. 國立國會圖書館
45. ↑  台灣總督府交通局鐵道部. . . 1937-12-20: 頁30–37  [2020-10-03]. （原始内容存档于2021-08-05） （日语）. 國立國會圖書館
46. ↑  台灣總督府交通局鐵道部. . . 1938-12-20: 頁30–31  [2020-10-03]. （原始内容存档于2019-06-10） （日语）. 國立國會圖書館
47. ↑  台灣總督府交通局鐵道部. . . 1939-12-20: 頁32–39  [2020-10-03]. （原始内容存档于2019-05-10） （日语）. 國立國會圖書館
48. ↑  臺灣省行政長官公署交通處鐵路管理委員會. . 臺灣省行政長官公署交通處鐵路管理委員會. 1947年5月: 28  [2020-10-03]. （原始内容存档于2020-05-01）. 國家圖書館
49. ↑  . 臺北市文獻委員會.   [2019-06-08]. （原始内容存档于2019-07-20）.

## 外部連結
- 臺北大眾捷運股份有限公司 （页面存档备份，存于）
- 臺北市政府捷運工程局 （页面存档备份，存于）
- 新北投站位置圖（台北捷運公司） （页面存档备份，存于）
- 新北投站車站剖面相關位置圖（台北捷運公司） （页面存档备份，存于）
- 財團法人台北市文化基金會新北投車站 （页面存档备份，存于）
  - 新北投車站（Xinbeitou Historic Station）的Facebook專頁
- 新北投車站  臺北旅遊網 （页面存档备份，存于）
- 新北投車站 （页面存档备份，存于）
- 新北投車站 文化部文化資產局 （页面存档备份，存于）
- 臺北市商業處-商圈介紹-新北投溫泉(商圈)
- 販賣店現況 （页面存档备份，存于）